# George Mountford
George Frederick Mountford, più conosciuto come Sam Ellis (Kidderminster, 30 marzo 1921 – Kidderminster, 14 giugno 1973) è stato un calciatore inglese, di ruolo attaccante.

## Caratteristiche tecniche
Era un'ala destra.

## Carriera
Dopo aver giocato nei semiprofessionisti del Kidderminster passa nel 1942 allo Stoke City, con cui a causa dell'interruzione dei campionati dovuta alla seconda guerra mondiale esordisce in partite ufficiali solamente nella FA Cup 1945-1946. Nella stagione 1946-1947, al suo primo vero campionato da professionista, mette a segno 6 reti in 23 presenze nella prima divisione inglese, finendo per togliere il posto da titolare a Stanley Matthews (che poi si trasferirà al Blackpool) e segnando alcune reti decisive per la corsa al titolo dello Stoke, che chiude il campionato al quarto posto in classifica ma di fatto a 2 soli punti dal Liverpool vincitore del torneo.
Nelle stagioni successive Muountford continua a giocare da titolare nelle Potteries, facendo registrare 29 presenze e 5 reti nella First Division 1947-1948, 39 presenze ed 8 reti nella First Division 1948-1949 e 32 presenze e 6 reti nella First Division 1949-1950, al termine della quale lascia il club (ed anche l'Inghilterra) per andare a giocare in Colombia: si tratta infatti degli anni del cosiddetto El Dorado, in cui il campionato colombiano non era riconosciuto dalla FIFA: anche per questo motivo, i club del Paese sudamericano ingaggiarono diversi giocatori europei senza pagare per il loro trasferimento. Mountford andò insieme al compagno di squadra Neil Franklin ed all'altro connazionale Charlie Mitten all'Santa Fe, dove mise a segno 9 reti in 17 presenze. A fine anno, complice il ritorno della Federazione colombiana nella FIFA, Mountford lascia il Sudamerica e fa ritorno allo Stoke, dove non riesce però a riprendersi il posto da titolare: nella stagione 1951-1952 gioca infatti solamente 19 partite, a cui fanno seguito 4 presenze nella stagione 1952-1953, nella quale viene ceduto a stagione in corso al QPR, con cui conclude l'annata realizzando 2 reti in 25 presenze in terza divisione.
Nella stagione 1953-1954 gioca ulteriori 10 partite in terza divisione con il Q.P.R., per poi trasferirsi ai semiprofessionisti dell'Hereford Utd, in Southern Football League (all'epoca una delle principali leghe calcistiche inglesi al di fuori della Football League). Chiude infine la carriera nel 1958, all'età di 37 anni, dopo due brevi parentesi al Kidderminster (dove torna 15 anni dopo la sua cessione) ed al Leamington.

## Palmarès

### Club

#### Competizioni nazionali
- Southern Football League Cup: 1

Hereford United: 1956-1957

#### Competizioni regionali
- Birmingham Senior Cup: 1

Kidderminster: 1937-1938